# Einparkhilfe
Als Einparkhilfen werden Vorrichtungen oder Systeme bezeichnet, die das Einparken eines Kraftfahrzeuges, besonders auf engem Raum, erleichtern sollen.

## Passive Systeme

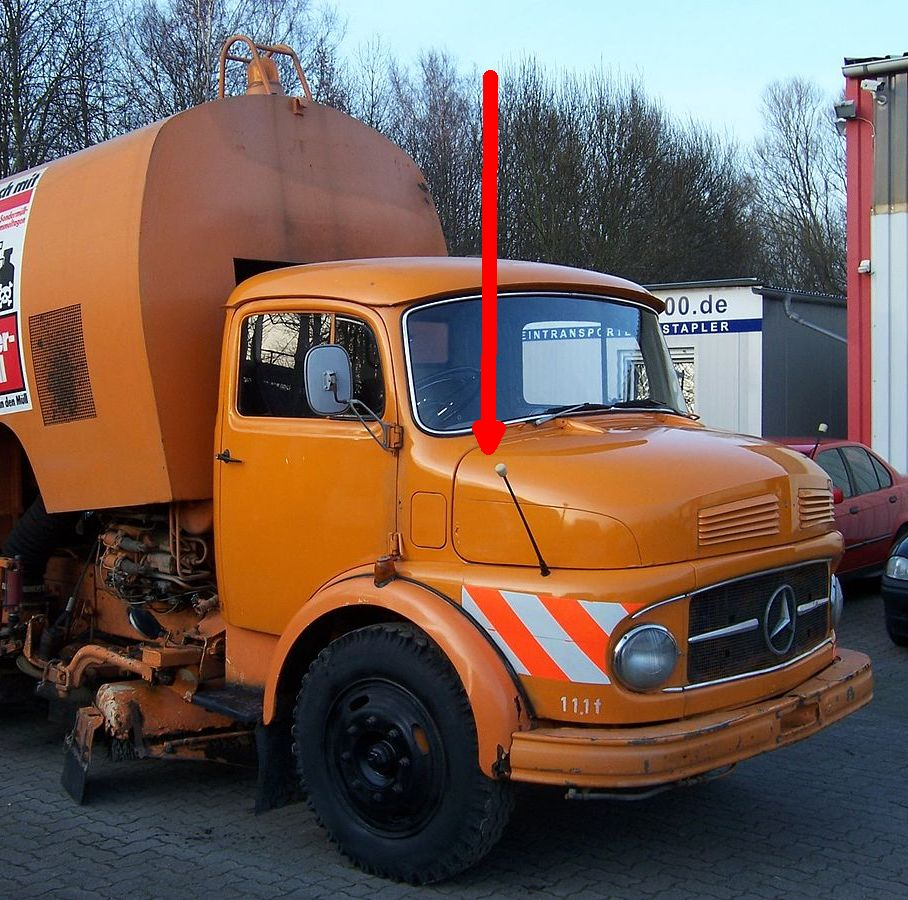
Peilstangen an einem Mercedes-Lkw

Zu den passiven Systemen gehören Orientierungspunkte am Fahrzeug oder auf dem Parkplatz, welche die Orientierung, speziell das Erkennen der Fahrzeugposition, erleichtern. Bei früheren Lkw beispielsweise waren an den Enden der vorderen Stoßstange oder den vorderen Kotflügeln häufig flexible Peilstangen angebracht, deren Spitze der Fahrer als Orientierung nutzen konnte. Die Enden des Fahrzeugs selbst konnte er aus dem Führerhaus nicht sehen. Für Personenwagen bot der Zubehörhandel Peilstäbe an. In der Mercedes-Benz S-Klasse von 1991 wurden wegen der für Pkw ungewöhnlich großen Fahrzeugabmessungen Peilstäbe eingebaut, die im hinteren Kotflügel versenkt waren, und bei Einlegen des Rückwärtsgangs etwa acht Zentimeter ausfuhren.
In den 1960ern wurden großformatigen Luxusfahrzeugen (vor allem Cadillac und Mercedes-Benz) die berühmten Heckflossen ins Design integriert, die zusätzlich als Orientierungspunkte am Fahrzeugheck dienten.

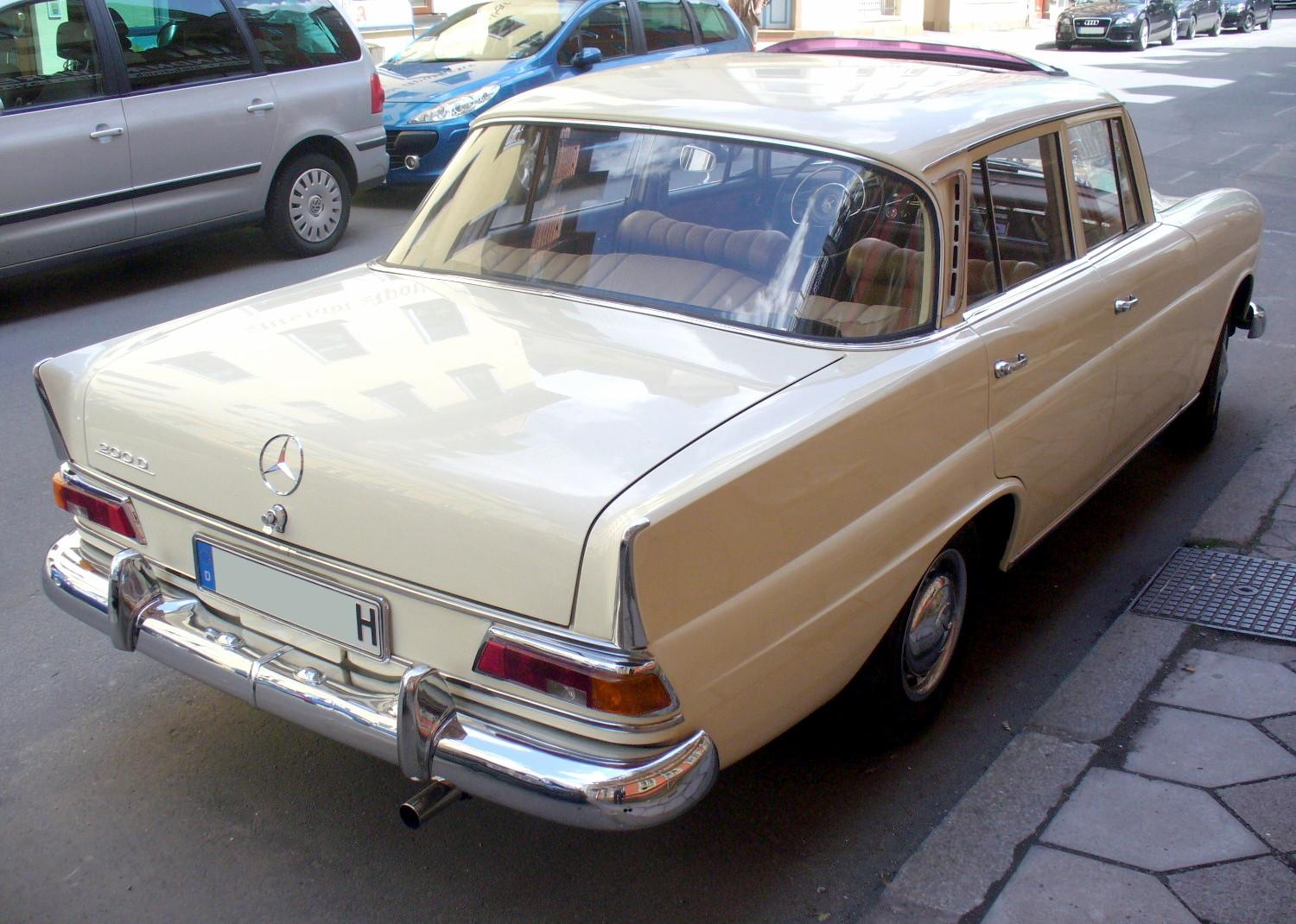
Mercedes-Benz W110 „kleine Heckflosse“

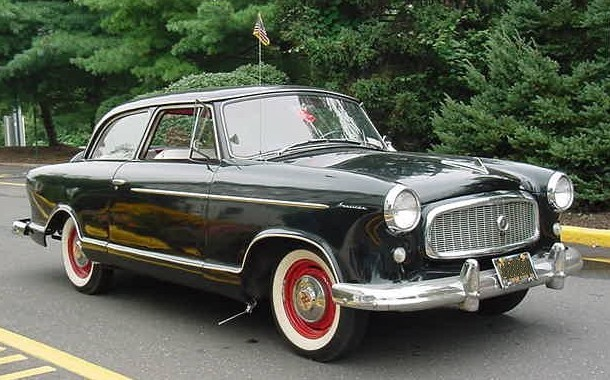
Horizontale Bordsteinfühler („curb feeler“) an einem Rambler American der American Motors Corporation

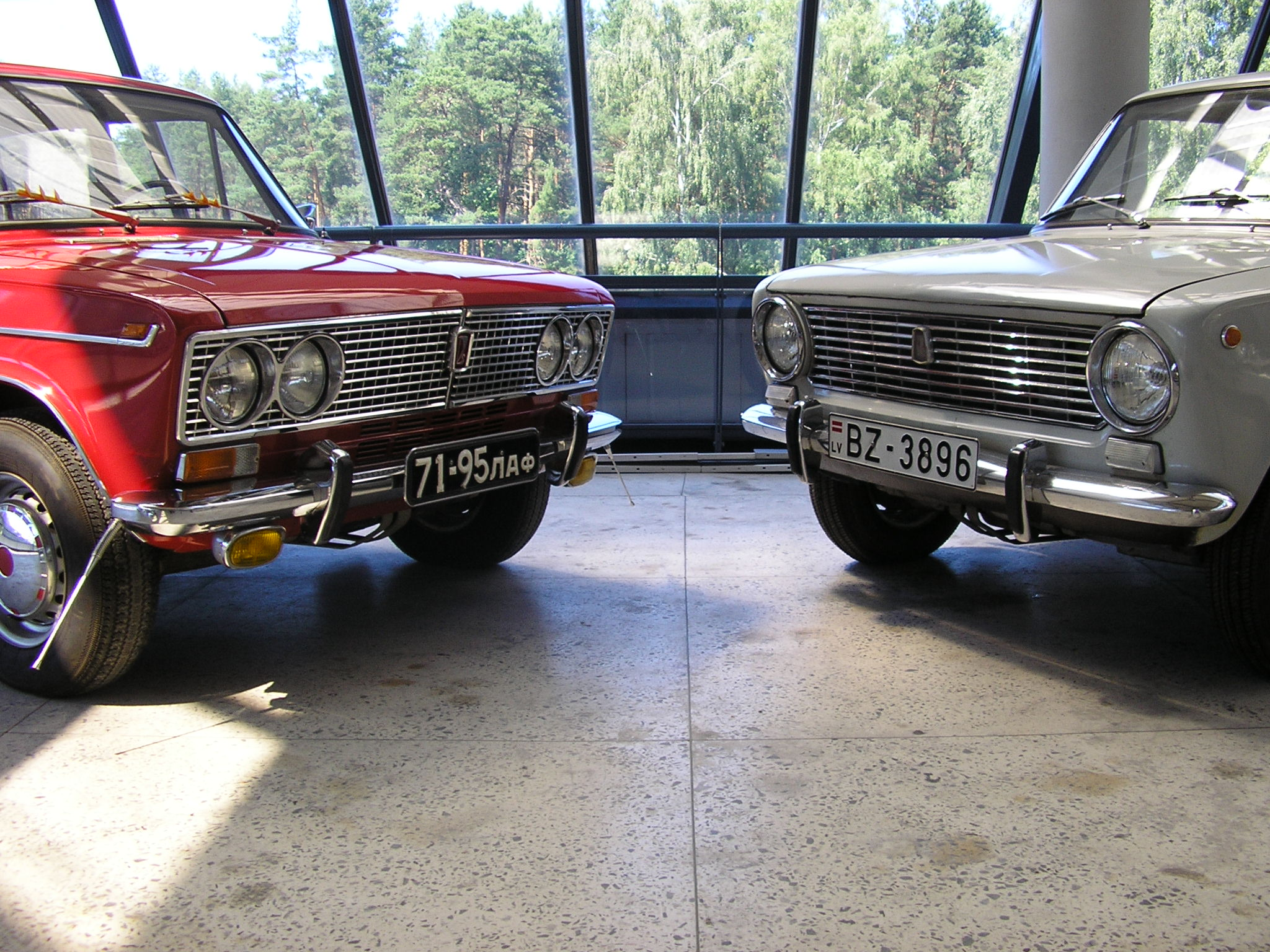
Schräge Curb feeler an einem WAZ-2103 Shiguli

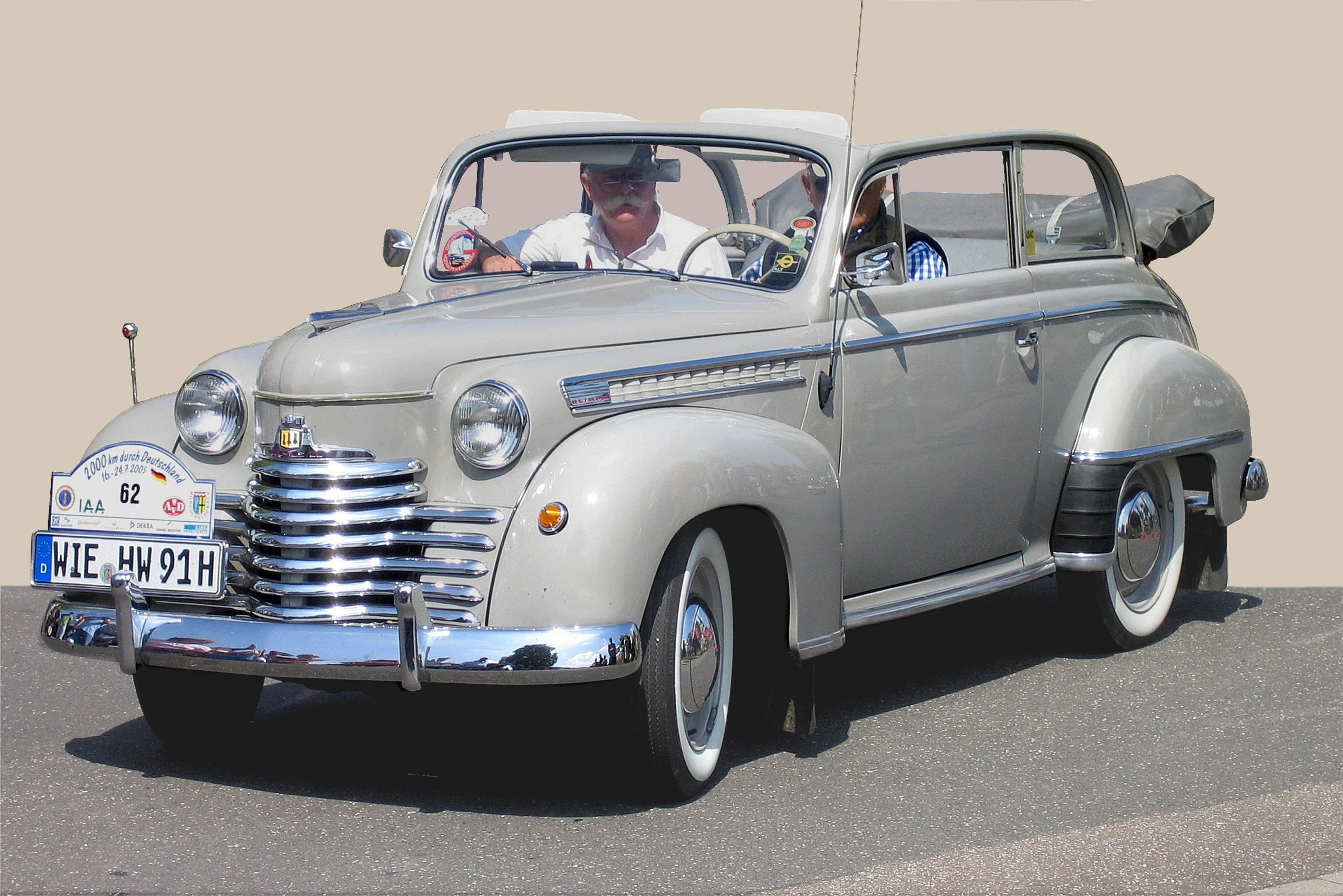
Opel Olympia der frühen 1950er-Jahre mit „klassischem“ Peilstab

Ab den 1950er Jahren wurden auch sogenannte Curb feeler (engl. Bordsteinfühler) verbaut. Diese Fühlstäbe standen entweder 15 bis 30 Zentimeter horizontal von den Schwellern vor dem vorderen Radkasten ab, oder ragten vom vorderen Ende des vorderen Radkastens ca. 35 Zentimeter schräg nach unten. Sie erzeugten bei Berührung des Bordsteins ein kratzendes Geräusch, das den Fahrer vor weiterer Annäherung warnte.

## Aktive Systeme

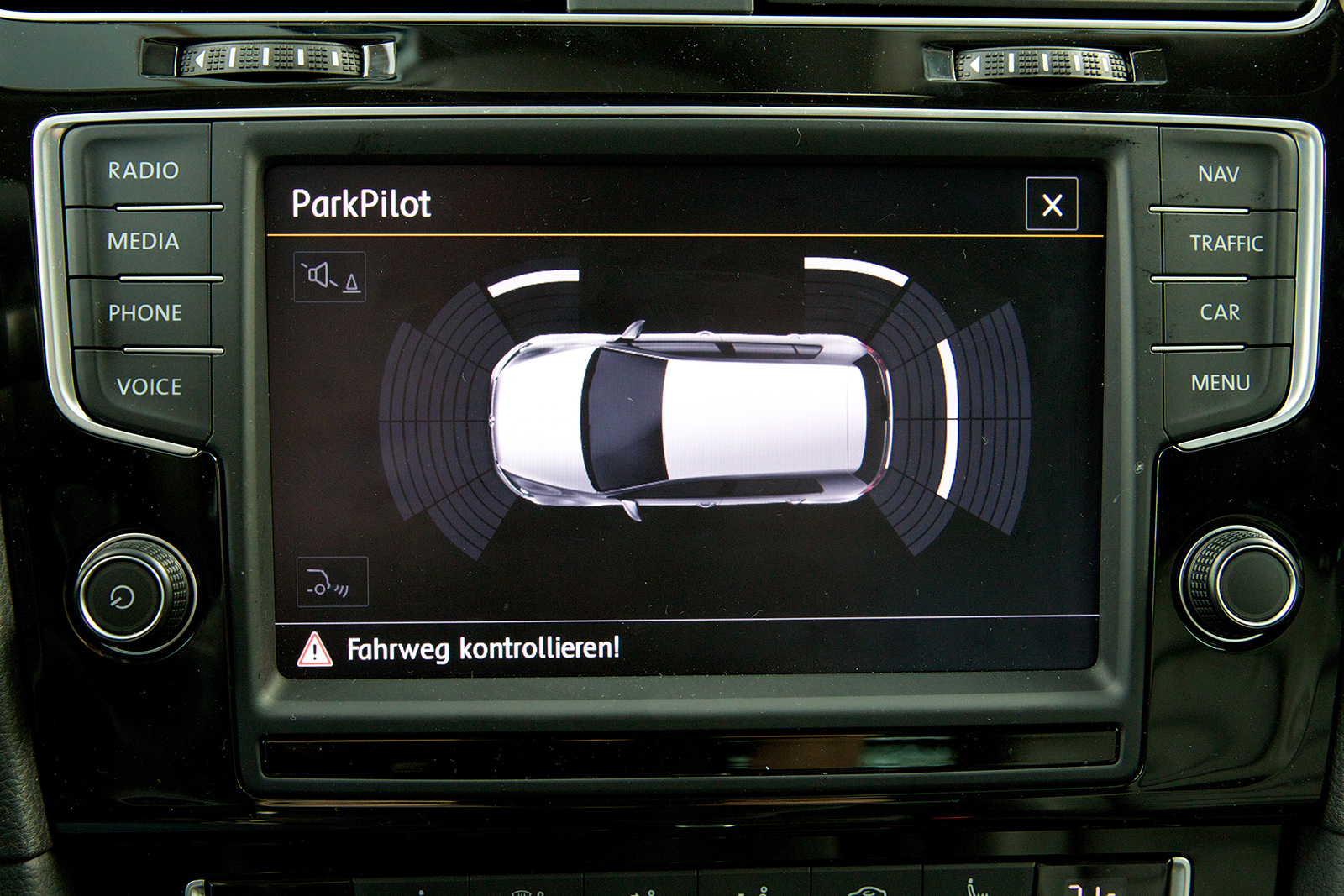
Parkhilfe mit grafischer Darstellung

Es gibt aktuell zwei Messverfahren, die in Fahrzeugen eingesetzt werden. Unabhängig vom Messverfahren wird dem Fahrer die Distanz je nach Hersteller und Umfang entweder rein akustisch oder optisch und akustisch angezeigt. Die rein akustische Version signalisiert über schneller bis zum Dauerton werdende Warntöne die Distanz. Optisch-akustische Systeme zeigen zunächst über LED-Anzeigen oder eine Grafik im Bildschirm optisch die Annäherung an ein Hindernis an und warnen bei sehr geringem Abstand (ca. 30 cm oder weniger) zusätzlich akustisch mit schnellen Warntönen bis zum Dauerwarnton vor der „Gefahr“. Darüber hinaus gibt es Systeme, welche alle nötigen Lenkmanöver selbstständig ausführen.
Zu beachten ist hier, dass das Konzept des Parkens als aktives „geschlossenes System“ bezeichnet wird, siehe auch EVA-Prinzip. Die dazu in der Steuerungstechnik und Messtechnik benutzten Sensoren, in diesem Fall Ultraschallsensoren, sind durch ihre Charakterisierung „Passive Sensoren“. Passiv deshalb, weil deren Parameter durch die Messgröße verändert werden. Durch eine Primärelektronik werden diese Parameter in elektrische Signale umgeformt. Dabei wird eine von außen zugeführte Hilfsenergie benötigt. Mit diesen ist es möglich, statische und quasistatische Messgrößen zu bestimmen, womit diese Messgrößen mittels Programmierung in Distanzwerte umgerechnet werden können.
Passive Sensoren sind also selbst keine Spannungserzeuger und benötigen eine elektrische Hilfsenergie. Mit diesen Sensoren ist eine ständige Änderung der Messgröße detektierbar, da im statischen und quasistatischen Zustand jederzeit Energie geliefert und gleichzeitig erfasst werden kann.
Siehe auch: Zuordnung von Sensoren in Aktiv und Passiv

### Ultraschall-basierte Systeme

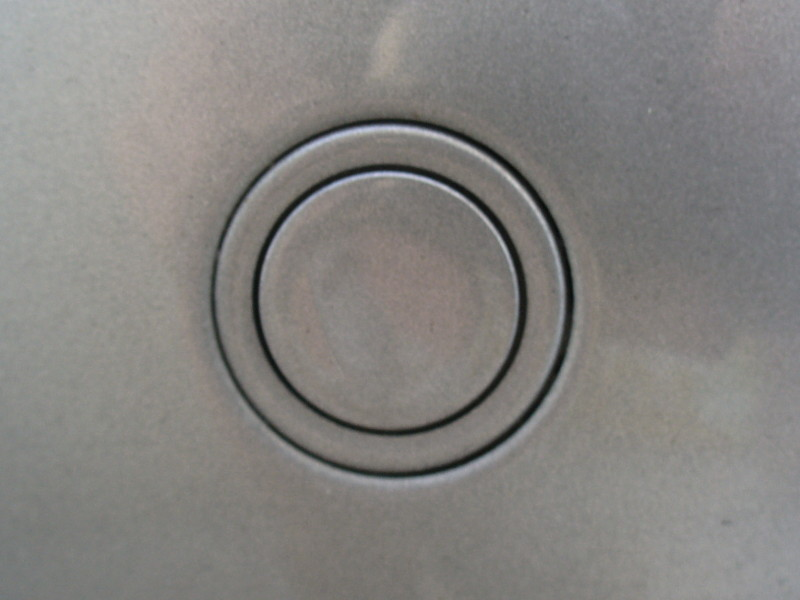
Ultraschallsensor eines Vier-Kanal-Systems

Diese Systeme arbeiten mit Ultraschallsensoren, die in die Stoßfänger eines Fahrzeugs integriert sind. Man unterscheidet zwischen Zwei-, Vier- und Sechs-Kanal-Systemen, was bedeutet, dass je Stoßfänger zwei, vier oder sechs runde, meist in Wagenfarbe lackierte Sensoren eingebaut sind. Dabei gilt: Je höher die Anzahl der Sensoren, desto genauer bzw. sicherer das Messergebnis, wobei die Breite des Fahrzeugs ausschlaggebend für die benötigte Anzahl von Sensoren ist. Diese Sensoren senden und empfangen Ultraschallsignale und übermitteln die gewonnenen Daten an das Steuergerät, das nun aus der Ultraschallsignallaufzeit die Distanz vom Sensor zum Hindernis errechnet.
Die erste funktionierende Ultraschall-Einparkhilfe wurde im Jahr 1982 in der Mittelklasselimousine Toyota Corona auf dem Heimatmarkt Japan unter der Bezeichnung Back Sonar zur Marktreife gebracht. Viele Automobilhersteller führen eigene Bezeichnungen für ihre Einparksysteme, wie zum Beispiel APS (acoustic parking system) bei Audi, PDC (Park Distance Control) bei BMW, PARKTRONIC bei Mercedes-Benz oder ParkPilot bei Volkswagen. Das System wird inzwischen bis zu einer Geschwindigkeit von 20 km/h auch zur Messung des Abstandes zum Vorausfahrenden angewendet und dient so der Vermeidung von Auffahrunfällen. Ultraschalleinparkhilfen können durch andere Ultraschallquellen wie Druckluftbremsen von Lkw und Bussen oder Presslufthämmer gestört werden. Ultraschalleinparkhilfen gibt es auch zum Nachrüsten.

### Radar-basierte Systeme
Eine Einparkhilfe auf Radarbasis wurde erstmals durch ein Nahbereichsmillimeterwellenradar ermöglicht. Die Messmethodik ist identisch mit der Ultraschallausführung; jedoch werden hier Radarsignale ausgewertet. Der Vorteil liegt im Verzicht auf zusätzliche Ultraschallsensoren in den Stoßfängern, was wiederum folgende Vorteile mit sich bringt:
- Kosten, Technikaufwand und Gewicht wird gespart, da alle nötigen Bauteile vom Abstandsregelsystem (ACC) zur „Verfügung gestellt werden“
- Es gibt keine sichtbaren Sensoren mehr, da das Millimeterwellenradar durch den Stoßfänger hindurch misst
- Es wird bei schnellerer Rückwärtsfahrt auch vor weiter entfernten Hindernissen rechtzeitig gewarnt
- Das Radarmesssystem ist unempfindlich gegenüber Ultraschallquellen

Ein Nachteil zeigt sich bei sehr starkem Regen, wenn die Radarsensoren gelegentlich auch vor am Stoßfänger abfließendem Wasser warnen.

### Selbstlenkende Systeme
Zusätzlich zur Anzeige des Abstandes gibt es sogenannte Parklenkassistenten, welche die beim Einparken nötigen Lenkmanöver vollständig übernehmen. Basis hierfür sind eine aktive Einparkhilfe wie oben beschrieben und zusätzlich eine von einem Elektromotor angetriebene elektro-mechanische Servolenkung sowie eine quer zur Fahrtrichtung ausgerichtete Messsensorik. Manche Systeme benötigen außerdem eine Rückfahrkamera, um die Parklücke vor dem Parkmanöver vom Fahrer auf dem im Bildschirm dargestellten Kamerabild auswählen zu lassen.

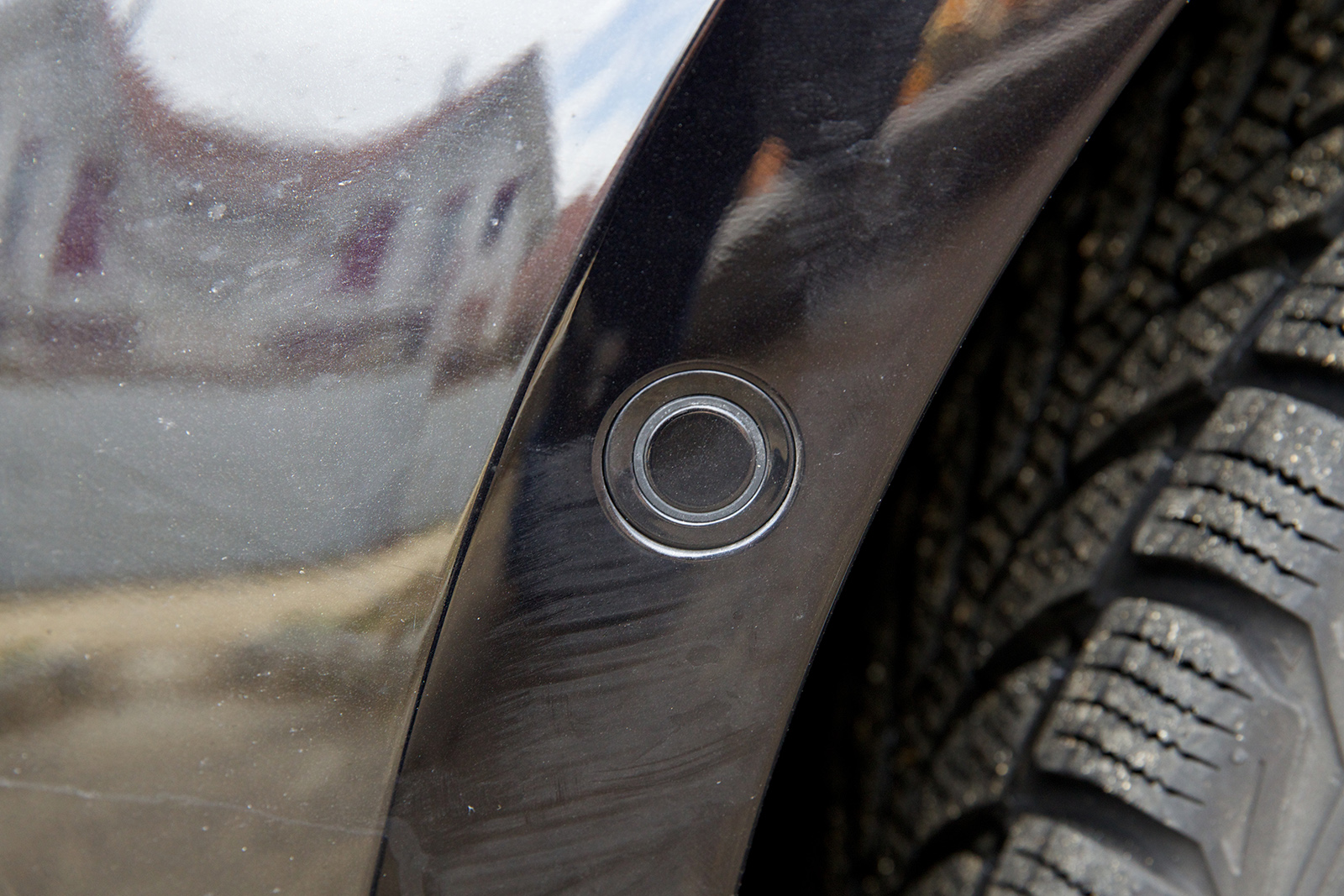
Seitlicher Parksensor an einem Kotflügel zur Vermessung der Parklücke

Nach Aktivierung des Systems mittels Tastendruck oder Unterschreiten einer bestimmten Geschwindigkeit vermessen Sensoren quer zur Fahrtrichtung während der Vorbeifahrt die Parklücke. Ist diese groß genug, wird dies dem Fahrer angezeigt. Der Fahrer muss nun in einem gewissen Abstand zur Parklücke anhalten, den Rückwärtsgang einlegen und unter Beachtung der Verkehrssituation nur noch vorsichtig Gas geben. Der Lenkassistent übernimmt das Ein- und Gegenlenken in die Parklücke nun vollständig. Ist der Mindestabstand nach hinten erreicht, muss der Fahrer das Fahrzeug zum Stehen bringen, den Vorwärtsgang einlegen und nun abhängig vom verbauten System selbst den Wagen nach vorn setzen oder weiterhin lediglich Gas und Bremse betätigen. Moderne Systeme beherrschen mehrmaliges Korrigieren der Position in der Parklücke. Die nötigen Lenkmanöver werden mithilfe von Klothoidenbahnen mit stetigem Winkelverlauf errechnet. Da der Fahrer weiterhin Brems- und Gaspedal betätigt, bleibt er selbst in der Verantwortung.

### Kamera-basierte Systeme

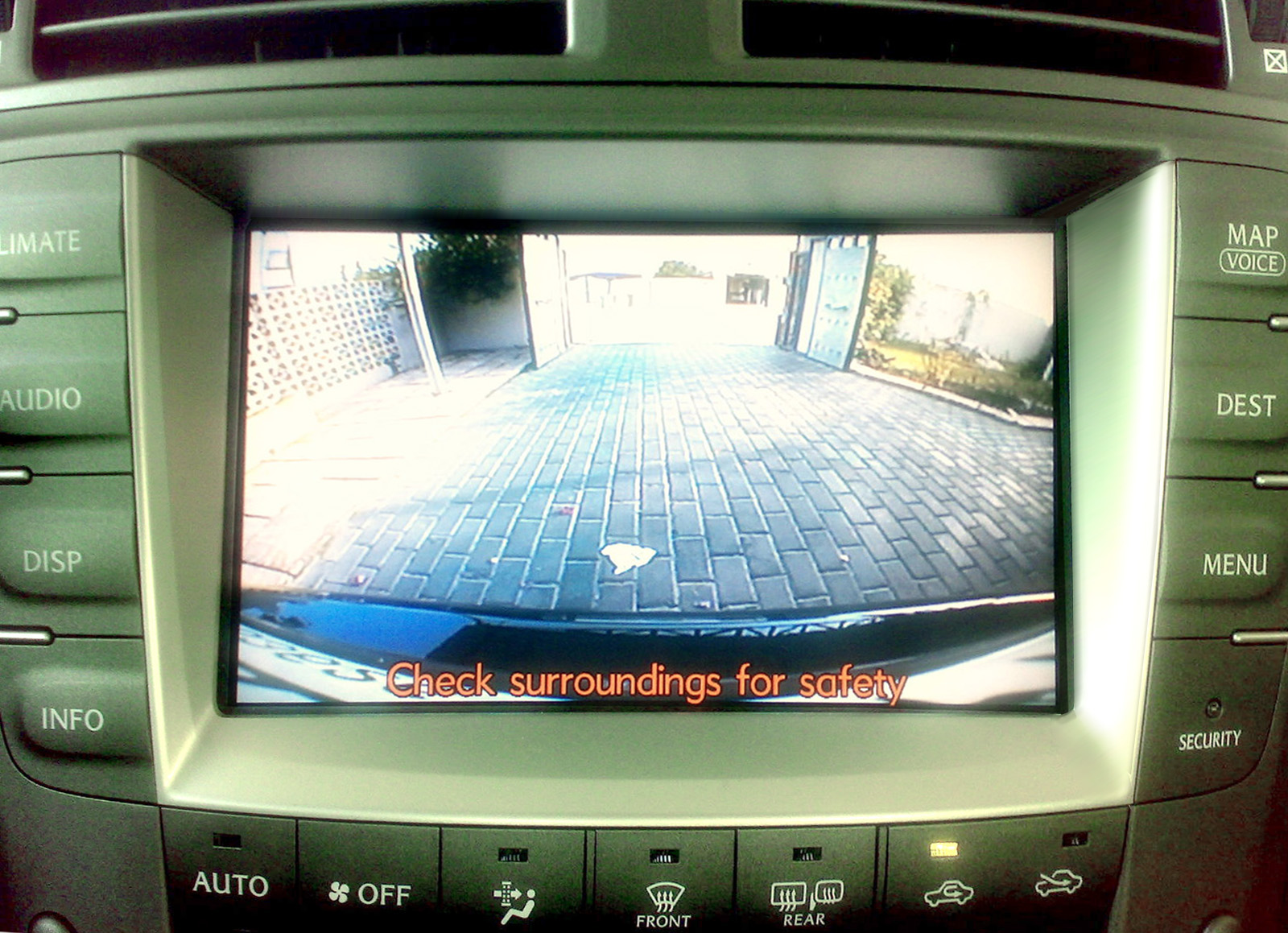
Bild einer Rückfahrkamera

Eine weitere Möglichkeit zur Erleichterung des Einparkens ist die Verwendung von Rückfahrkameras. Diese befinden sich am Heck des Fahrzeugs und filmen die Umgebung hinter dem Wagen. Sie schalten sich beim Einlegen des Rückwärtsgangs ein und zeigen ihr Bild auf einem Display im Cockpit an. Nicht zwangsläufig müssen diese mit einem Abstandsmesssystem zusammenarbeiten. Verschiedenfarbige Hilfslinien im Display stellen den durch den Lenkradeinschlag vorgegebenen Weg oder den Bereich direkt hinter dem Auto dar. Weitere Zusatzfunktionen können ein Zoommodus auf den Anhängerkupplungsbereich oder ein Modus zum Paralleleinparken sein. Ein Vorteil dieser Kameras liegt darin, dass auch besonders niedrige Hindernisse wahrgenommen werden können, die die Parksensoren nicht erfassen würden.
Als Erweiterung dazu existieren sogenannte Surround View-Systeme, die ein Bild aus der Vogelperspektive, also von oben auf das Fahrzeug, erzeugen. Dazu befinden sich neben einer Rückfahrkamera weitere Weitwinkelkameras an der Front und unter den beiden Außenspiegeln. Alle Bilder werden dazu digital entzerrt und auf einem Monitor im Cockpit dargestellt. Erstmals kam dieses Around View Monitor genannte System Ende Oktober 2007 im japanischen Nissan Elgrand auf den Markt. Derartige Systeme werden unter anderem auch von BMW (Surround View) und Volkswagen (Area View) angeboten. Lexus hat zudem ein einfacheres System mit einer Kamera im rechten Außenspiegel entwickelt, die die für den Fahrer schlecht einsehbare rechte Fahrzeugseite filmt. Sie funktioniert auch bei angeklapptem Spiegel und hilft vor allem dabei Bordsteinkontakte zu vermeiden. Als Unterfunktion des Surround View von BMW kamen 2009 zwei Side View-Kameras in den vorderen Kotflügeln zum Einsatz, die vorrangig zur Beobachtung des Querverkehrs an unübersichtlichen Stellen dienten.

## Geschichte
Als Entwickler der elektronischen Einparkhilfe gilt Rainer Buchmann. Für die Abstandsmessung verwendete er Autofokus-Sensoren von Polaroid-Kameras.